# ویتالی استاروخین
ویتالی استاروخین (روسی: Старухин, Виталий Владимирович؛ ۶ ژوئن ۱۹۴۹ – ۹ اوت ۲۰۰۰) یک ورزشکار اهل اتحاد جماهیر سوسیالیستی شوروی بود.
از باشگاه‌هایی که در آن بازی کرده‌است می‌توان به فورسکلا پولتاوا و شاختار دونتسک اشاره کرد.
وی همچنین در تیم ملی فوتبال اوکراین، و تیم ملی فوتبال شوروی بازی کرده‌است.